# Mercury S-55
La S-55 è un'autovettura full-size prodotta dalla Mercury dal 1962 al 1963 e dal 1966 al 1967. Nel secondo periodo in cui fu prodotta venne denominata semplicemente "S-55" senza l'indicazione del marchio "Mercury". Il modello aveva il motore installato anteriormente e la trazione posteriore.

## Storia

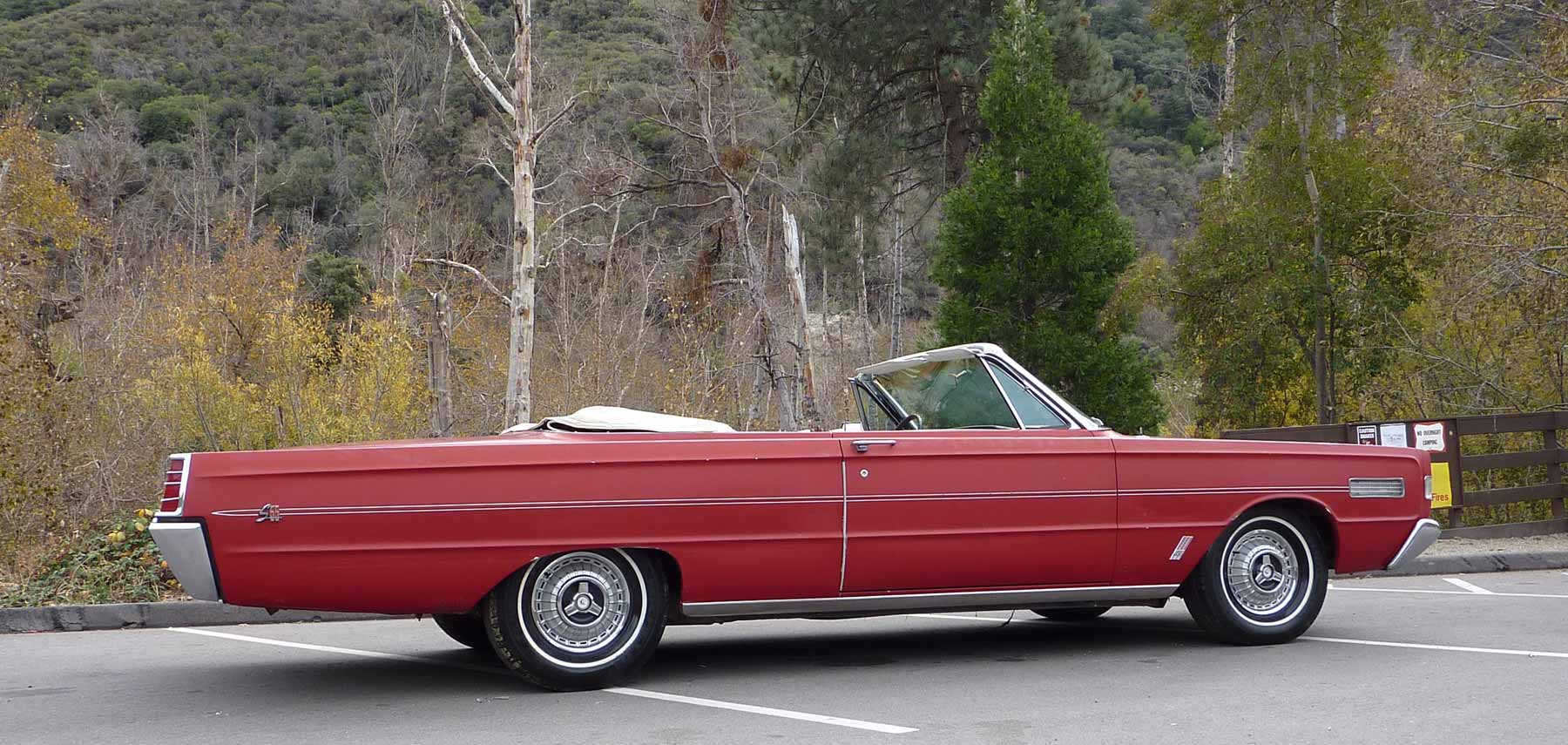
Una S-55 cabriolet del 1966

Il gruppo Ford introdusse la S-55 per avere un modello da affiancare alla Galaxie 500/XL. La S-55 si unì alle altre vetture Mercury della serie S (cioè "Special"), a cui appartenevano anche la S-22 Comet e la S-33 Meteor. La S-22 venne introdotta nel 1961, mentre la S-33 fu lanciata nel 1962 insieme alla S-55. Nel primo anno di commercializzazione la S-55 era offerta solo in versione cabriolet due porte e coupé due porte.
Nel 1963 la S-55 venne completamente rivista. Nell'occasione fu aggiunta alla gamma la versione berlina quattro porte. Molte S-55 erano dotate di un lunotto "Breezeway", ovvero di un vetro posteriore che era inclinato al contrario e che poteva essere abbassato.
La S-55 era disponibile con un motore da 6,4 L di cilindrata ed un propulsore da 6,7 L. Il primo propulsore citato era offerto a sua volta in due versioni che erogavano, rispettivamente, 300 CV e 330 CV. Nel 1963 fu invece aggiunto all'offerta un motore da 7 L.
Nel 1963 il modello uscì temporaneamente di produzione. La S-55 fu infatti reintrodotta nel 1966, questa volta come modello a sé stante e non più come vettura Mercury. Le carrozzerie disponibili ora erano solo due, coupé e cabriolet. La S-55 del 1966 differiva dal modello prodotto dal 1962 al 1963 per il suo connotato principale. Infatti, mentre il modello precedente era una vettura lussuosa, la S-55 del 1966 era tutta orientata alle alte prestazioni. Per tale motivo, quest'ultima era dotata di un motore V8 da 7 L e 345 CV, oltre che di un cambio che poteva essere manuale a quattro rapporti o automatico a tre marce. Il modello conservò comunque alcune peculiarità da auto di lusso come i sedili singoli, la leva del cambio montata sul pavimento e la consolle centrale. A causa delle basse vendite, il 1967 fu l'ultimo anno di commercializzazione della S-55.

## Tabella riassuntiva
| Anno | Modello      | Carrozzeria                                 | Esemplari prodotti | Motore        |
| ---- | ------------ | ------------------------------------------- | ------------------ | ------------- |
| 1962 | Mercury S-55 | Coupé due porte                             | 2.772              | 6,4 L e 6,7 L |
| 1962 | Mercury S-55 | Cabriolet due porte                         | 1.315              | 6,4 L e 6,7 L |
| 1963 | Mercury S-55 | Coupé due porte con lunotto Breezeway       | 3,863              | 6,4 L e 6,7 L |
| 1963 | Mercury S-55 | Coupé due porte                             | 2,317              | 6,4 L e 6,7 L |
| 1963 | Mercury S-55 | Berlina quattro porte con lunotto Breezeway | 1.203              | 6,4 L e 6,7 L |
| 1963 | Mercury S-55 | Cabriolet quattro porte                     | 1.379              | 7 L           |
| 1966 | S-55         | Coupé due porte (fastback)                  | 2.916              | 7 L           |
| 1966 | S-55         | Cabriolet quattro porte                     | 669                | 7 L           |
| 1967 | S-55         | Coupé due porte (fastback)                  | 570                | 7 L           |
| 1967 | S-55         | Cabriolet quattro porte                     | 145                | 7 L           |